# O Terceiro Pecado
O Terceiro Pecado é uma telenovela brasileira produzida pela extinta TV Excelsior e exibida de 12 de fevereiro a 6 de julho de 1968 no horário das 19h30, totalizando 126 capítulos. Foi escrita por Ivani Ribeiro e dirigida por Walter Avancini e Carlos Zara.

## Trama
O Anjo da Morte (Nathália Timberg) envia à Terra um mensageiro (Gianfrancesco Guarnieri) para levar embora a jovem Carolina (Regina Duarte), mas ele se apaixona pela moça e tenta levar em seu lugar a irmã dela, a má Ruth (Maria Isabel de Lizandra), só que o Anjo não aceita e resolve dar mais uma chance à jovem, que só pode cometer mais dois pecados, pois no terceiro vai morrer.

## Elenco
| Ator                     | Personagem     |
| ------------------------ | -------------- |
| Regina Duarte            | Carolina Diniz |
| Gianfrancesco Guarnieri  | Alexandre      |
| Nathalia Thimberg        | Anjo da Morte  |
| Maria Isabel de Lizandra | Ruth Diniz     |
| Paulo Goulart            | Clemente       |
| Stênio Garcia            | Tomás Diniz    |
| Carminha Brandão         | Helena Diniz   |
| Yara Lins                | Elizabeth      |
| Lílian Lemmertz          | Gabriela       |
| Lélia Abramo             | Anette         |
| Edgard Franco            | Otávio Diniz   |
| Rogério Márcico          |                |
| Ayres Pinto              |                |
| Benedita Rodrigues       | Dita           |
| Ana Maria Neuman         | Charlotte      |
| Renato Nanni             |                |
| Geraldo Louzano          |                |
| Silvio Rocha             |                |
| Rosa Seabra              |                |
| Alberto Águas            |                |

O capitulo, o casamento dos dois protagonistas, final foi gravado na Igreja de São Pedro no bairro do Tremembé em São Paulo - SP. 
1. ↑  «O Terceiro Pecado». Teledramaturgia. Consultado em 12 de junho de 2021
2. ↑   estive presente à gravação do capítulo final, na Igreja próxima à minha escola